# قطعنامه ۲۴۵ شورای امنیت
قطعنامه ۲۴۵ شورای امنیت سازمان ملل متحد که در تاریخ ۲۵ ژانویه ۱۹۶۸ تصویب شد، سندی بین‌المللی دربارهٔ مسئلهٔ جنوب غربی آفریقا است. این قطعنامه طی نشست ۱۳۸۷ام
با ۱۵ موافق، ۰ مخالف و۰ ممتنع تصویب شد.